# هاري هيرفي
هاري هيرفي (بالإنجليزية: Harry Hervey)‏ هو كاتب سيناريو أمريكي، ولد في 5 نوفمبر 1900 في بومونت في الولايات المتحدة، وتوفي في 12 أغسطس 1951 في نيويورك في الولايات المتحدة.

## وصلات خارجية
- هاري هيرفي على موقع IMDb (الإنجليزية)
- هاري هيرفي على موقع ألو سيني (الفرنسية)
- هاري هيرفي على موقع أول موفي (الإنجليزية)
- هاري هيرفي على موقع قاعدة بيانات برودواي على الإنترنت (الإنجليزية)
- هاري هيرفي على موقع قاعدة بيانات الأفلام السويدية (السويدية)
- هاري هيرفي على موقع قاعدة بيانات الفيلم (الإنجليزية)